# Güneykonak
Güneykonak ist ein Dorf (Köy) im Landkreis Ovacık der türkischen Provinz Tunceli. Im Jahre 2011 lebten in Güneykonak 86 Menschen.